# Tangla
Tangla é uma cidade e uma town area committee no distrito de Darrang, no estado indiano de Assam.

## Demografia
Segundo o censo de 2001, Tangla tinha uma população de 17 313 habitantes. Os indivíduos do sexo masculino constituem 54% da população e os do sexo feminino 46%. Tangla tem uma taxa de literacia de 76%, superior à média nacional de 59,5%: a literacia no sexo masculino é de 81% e no sexo feminino é de 70%. Em Tangla, 10% da população está abaixo dos 6 anos de idade.